# Saison 1978-1979 du Nîmes Olympique
Chronologie
Saison précédente Saison suivante
La saison 1978-1979 du Nîmes Olympique est la trente-quatrième saison du club gardois en championnat de France de Division 1, sommet de la hiérarchie du football français depuis l'introduction du professionnalisme en 1932.

## Avant-saison

### Recrutement

#### Classement final et statistiques
Le Nîmes Olympique termine ainsi le championnat à la huitième place avec 15 victoires, 9 matchs nuls et 14 défaites. Une victoire rapportant deux points et un match nul un point, le club totalise 39 points tout comme le FC Sochaux-Montbéliard et les Girondins de Bordeaux qu'il devance par les règles liées à la différence de buts. Les Nîmois ont la huitième attaque du championnat avec 61 buts marqués, et la cinquième défense avec 50 buts encaissés. Sur les 38 journées de championnat, le NO connaît son plus mauvais classement après la quatrième journée avec une dix-neuvième place et son meilleur à l'issue de la treizième journée où le club se classe sixième.
Le RC Strasbourg est qualifié pour la Coupe des clubs champions européens 1979-1980. Le FC Nantes et l'AS Saint-Étienne, respectivement deuxième et troisième, obtiennent leur qualification pour disputer la Coupe UEFA 1979-1980. Du fait de sa victoire en Coupe de France, le club nantais participe finalement à la Coupe d'Europe des vainqueurs de coupe 1979-1980 et laisse sa place en Coupe UEFA à l'AS Monaco, quatrième du championnat. Les deux clubs relégués en Division 2 1979-1980 sont le Paris FC et le Stade de Reims.
Extrait du classement de Division 1 1978-1979
| Rang | Équipe             | Pts | J  | G  | N  | P  | Bp | Bc | Diff |
| --- | ------------------ | --- | -- | -- | -- | -- | -- | -- | ---- |
| 1 | RC Strasbourg      | 56  | 38 | 22 | 12 | 4  | 68 | 28 | +40  |
| 2 | FC Nantes          | 54  | 38 | 23 | 8  | 7  | 85 | 33 | +52  |
| 3 | AS Saint-Étienne   | 54  | 38 | 24 | 6  | 8  | 77 | 34 | +43  |
| 4 | AS Monaco FC       | 44  | 38 | 18 | 8  | 12 | 70 | 51 | +19  |
| 5 | FC Metz            | 44  | 38 | 19 | 6  | 13 | 61 | 56 | +5   |
| 6 | Lille OSC          | 40  | 38 | 11 | 18 | 9  | 67 | 62 | +5   |
| 7 | Olympique lyonnais | 40  | 38 | 15 | 10 | 13 | 53 | 56 | -3   |
| 8 | Nîmes Olympique    | 39  | 38 | 15 | 9  | 14 | 61 | 50 | +11  |
| - Champion et qualifié pour la Coupe des clubs champions européens 1979-1980 - Qualifié pour la Coupe d'Europe des vainqueurs de coupe 1979-1980 - Qualifié pour la Coupe UEFA 1979-1980 |                    |     |    |    |    |    |    |    |      |

### Matchs officiels de la saison
Le tableau suivant retrace par ordre chronologique les 38 rencontres de championnat et les deux rencontres de Coupe de France. Les buteurs sont accompagnés d'une indication entre parenthèses sur la minute de jeu où est marqué le but.

## Affluence et télévision

### Affluence
L'affluence moyenne du club à domicile est de 7 553 spectateurs. Il s'agit seulement de la quinzième affluence du championnat, devant l'US Valenciennes-Anzin et le Stade de Reims qui sont suivis à domicile par une moyenne de 6 933 et 6 685 spectateurs respectivement mais derrière le SCO d'Angers et le Stade lavallois qui attirent en moyenne 7 732 et 8 625. À l'extérieur, le NO est un des clubs les moins suivis du championnat avec 8 112 spectateurs en moyenne juste devant Reims, dernier dans cet exercice, qui rassemble 7 470 spectateurs en moyenne loin de ses bases.
Le record d'affluence de la saison à domicile du Nîmes Olympique est réalisé avec la réception de l'AS Saint-Étienne de l'entraîneur Robert Herbin : près de 15 689 spectateurs assistent à la rencontre. Les spectateurs viennent pour soutenir le NO mais aussi pour voir l'équipe de Saint-Étienne, alors au sommet de sa popularité en France après avoir atteint la demi-finale de la Coupe des clubs champions européens 1974-1975 et la finale de la Coupe des clubs champions européens 1975-1976.
En Coupe de France, le NO joue son unique match contre Montpellier sur terrain neutre à Alès devant 8 244 spectateurs.
Affluence du Nîmes Olympique à domicile en championnat

### Retransmission télévisée
Dans les années 1970, les rencontres des clubs de football sont rarement diffusées en direct et en intégralité à la télévision. Ceci car une retransmission télévisée fait alors « toujours plus ou moins baisser la fréquentation des stades de football » alors que les droits de diffusion ne peuvent pas encore compenser les pertes de recette aux guichets. Les seuls matchs de club diffusés sont généralement des rencontres de coupe d'Europe et la finale de la Coupe de France.
Parallèlement, le NO est diffusé à la télévision dans le cadre de l'émission de football Téléfoot sur TF1. La chaîne de télévision crée cette émission en 1977 et débourse ensuite 1,5 million de francs pour diffuser des images de la saison 1978-1979.